# Max Wünsche
Max Wünsche (20 de abril de 1914 - 17 de abril de 1995) foi um oficial alemão da Waffen-SS que serviu durante a Segunda Guerra Mundial, condecorado com a Cruz de Cavaleiro da Cruz de Ferro. Atuou em diversas batalhas como a Operação Barbarossa e a Batalha da Normandia.

## Segunda Guerra Mundial

### Carcóvia
A primeira ação de seu novo batalhão foi em Carcóvia, lutando em condições de nevasca, com temperaturas abaixo de zero, eles travaram uma série de batalhas que começaram em 09 de fevereiro de 1943, quando eles pararam o avanço russo e seguraram a cidade de Merefa, ao mesmo tempo, infligindo pesadas perdas aos russos.
Em 10 de fevereiro partiram para um ataque na tentativa de aliviar o 1 SS Batalhão de Reconhecimento LSSAH que estava cercado e ainda comandada por seu comandante mais velho, Kurt Meyer. Em 13 de fevereiro Wünsche e seu batalhão conseguiram romper as linhas e ajudar as tropas cercadas de Meyer, salvando-os da destruição. Juntos, os dois batalhões formaram uma Kampfgruppe e continuaram a atacar, derrotando a VI Guarda Corpo de Cavalaria Russa em 15 de fevereiro, mesmo dia em que Carcóvia foi abandonada pelos russos. Para estas acções Wünsche recebeu a Cruz Germânica em ouro.
Em 25 de fevereiro o Kampgruppe de Wünsche localizou uma força inimiga se aproximando do flanco sul da divisão. Agindo por conta própria, Wünsche realizou um ataque para cercar os russos em Jeremejwka, destruindo 52 armas pesadas e causando mais de 900 feridos para os russos. Para esta ação foi agraciado com a Cruz de Cavaleiro em 28 de fevereiro de 1943.